# Liste der Baudenkmale in Neuenkirchen (bei Neubrandenburg)
In der Liste der Baudenkmale in Neuenkirchen sind alle denkmalgeschützten Bauten der Gemeinde Neuenkirchen (Mecklenburg-Vorpommern) und ihrer Ortsteile aufgelistet. Grundlage ist die Veröffentlichung der Denkmalliste des Landkreises Mecklenburg-Strelitz mit dem Stand vom 18. März 2011. 

## Baudenkmale nach Ortsteilen

### Neuenkirchen
| ID | Lage    | Bezeichnung                                          | Beschreibung | Bild           |
| -- | ------- | ---------------------------------------------------- | --- | -------------- |
|    | (Karte) | Gutshaus mit Park und Speicher                       | 2-gesch. Gutshaus von 1646 nach 1962 abgerissen; neues 1-gesch., 9-achs. Gutshaus als Putzbau von 1908 mit 2-gesch. Mittelrisalit, Architekt Alfred Krause; Gut u. a. der Familien von Gloeden (bis 1695) und von Stever (1695–1945)                      |                |
|    | (Karte) | Kirche mit Feldsteinmauer und gusseisernem Grabkreuz | Gotische, einschiffige Feldsteinkirche vom 13. Jh.; schiffsbreiter, unvollendeter Turm unter gemeinsamen Satteldach; verbretterter Fachwerk-Aufsatz vom 17. Jh.; Ostgiebel mit Blenden; Innen: Balkendecke, Kanzel vom 17. Jh., Pastorengestühl von 1618. | Weitere Bilder |

### Ihlenfeld
| ID | Lage                | Bezeichnung               | Beschreibung | Bild           |
| -- | ------------------- | ------------------------- | --- | -------------- |
|    | Am Anger            | Spritzenhaus              | |                |
|    | Am Anger 3 (Karte)  | Wohnhaus mit Stall        | |                |
|    | Am Anger 4 (Karte)  | Wohnhaus                  | |                |
|    | Am Anger 27 (Karte) | Wohnhaus mit Stall        | |                |
|    | Am Anger 31 (Karte) | Wohnhaus mit Ställen      | |                |
|    | Am Anger 32 (Karte) | Wohnhaus mit Ställen      | |                |
|    | Am Anger 33 (Karte) | Wohnhaus mit Stall        | |                |
|    |                     | Gutsspeicher              | |                |
|    | Am Anger 33 (Karte) | Kirche mit Feldsteinmauer | Historisierende, einschiffige Feldsteinkirche von 1860 bis 1900; eingez., quadr. Turm mit Glockenhelm und sechseckiger Spitze; Fialtürmchen an den Ecken und am First des Ostgiebels als Dachreiter; Chorgiebel mit drei schmalen Fenstern; Anbau an der Chor-Nordseite. | Weitere Bilder |

### Luisenhof
| ID | Lage             | Bezeichnung                      | Beschreibung | Bild |
| -- | ---------------- | -------------------------------- | ------------ | ---- |
|    | Am Anger (Karte) | Gutsanlage mit Park und Schmiede |              |      |

## Quelle
- Karte der Baudenkmale im Geoportal des Landkreises